# Глазенап Сергій Павлович
Сергій Павлович Глазенап (рос. Сергей Павлович Глазенап; 13 (25) вересня 1848, село Павловське — 12 квітня 1937, Ленінград) — російський і радянський астроном, почесний член АН СРСР (1929).

## Біографія
Народився в селі Павловському (поблизу міста Вишній Волочок, нині Тверська область). У 1870 закінчив Петербурзький університет (вчився в професора Олексія Савича). У 1870–1878 працював в Пулковській обсерваторії, в 1876–1924 — в Петербурзькому (Петроградському) університеті (з 1889 — професор).
Основні наукові роботи присвячені дослідженню подвійних і змінних зірок, вивченню руху супутників Юпітера, рефракції світла в земній атмосфері. Виходячи з порівняння спостережень затемнень супутників Юпітера з відповідними таблицями, розглянув питання про точність визначення коефіцієнта аберації, вивів поправки до таблиць. Досліджував вплив неконцентричності атмосферних шарів рівної щільності на рефракцію, виявив існування періодичності в ухиленнях рефракцій, розглянув вплив цієї періодичності на паралакси і аберації зірок; наново визначив паралакси α Ліри, 61 Лебедя, α Візничого. Запропонував зручний спосіб визначення орбіт подвійних зірок і обчислив велике число цих орбіт, виконав декілька тисяч спостережень подвійних і змінних зірок.
Глазенап проводив велику популяризаторську і організаційну роботу. У 1881 за його ініціативою і під його керівництвом була побудована обсерваторія Петербурзького університету. У 1887 очолював експедицію в Ярославську губернію по спостереженню повного сонячного затемнення. Є піонером в організації астрономічних спостережень в сприятливих астрокліматичних умовах Криму і Кавказу; створив тимчасову обсерваторію в Абастумані, згодом, в 1932, там була заснована Астрофізична обсерваторія АН Грузинської РСР.
Написав популярні підручники для школи, займався складанням допоміжних математичних і астрономічних таблиць. Автор низки науково-популярних книг з астрономії, з яких найвідоміша «Друзям і любителям астрономії» (1909).
Один з організаторів Російського астрономічного товариства (1890) і його голова (1893–1905), почесний член багатьох наукових товариств.
Герой Труда (1932). Премія Паризької АН.
Ім'ям Глазенапа названий кратер на зворотному боці Місяця і мала планета 857 Glasenappia, відкрита Сергієм Бєлявським 6 квітня 1916 року в Сімеїзькій обсерваторії.